# Саратога (Пенсилванија)
Саратога (енгл. Sanatoga) насељено је место без административног статуса у америчкој савезној држави Пенсилванија.

## Демографија
По попису из 2010. године број становника је 8.378, што је 644 (8,3%) становника више него 2000. године.
| Група             | 2000.         | 2010.         |
| Белци             | 6.548 (84,7%) | 6.641 (79,3%) |
| Афроамериканци    | 886 (11,5%)   | 1.112 (13,3%) |
| Азијати           | 71 (0,9%)     | 160 (1,9%)    |
| Хиспаноамериканци | 117 (1,5%)    | 258 (3,1%)    |
| Укупно            | 7.734         | 8.378         |